# Geyser (Montana)
Geyser es un lugar designado por el censo ubicado en el condado de Judith Basin en el estado estadounidense de Montana. En el Censo de 2010 tenía una población de 87 habitantes y una densidad poblacional de 37,74 personas por km².

## Geografía
Geyser se encuentra ubicado en las coordenadas 47°15′48″N 110°29′34″O / 47.26333, -110.49278. Según la Oficina del Censo de los Estados Unidos, Geyser tiene una superficie total de 2.31 km², de la cual 2.31 km² corresponden a tierra firme y (0%) 0 km² es agua.

## Demografía
Según el censo de 2010, había 87 personas residiendo en Geyser. La densidad de población era de 37,74 hab./km². De los 87 habitantes, Geyser estaba compuesto por el 97.7% blancos, el 0% eran afroamericanos, el 2.3% eran amerindios, el 0% eran asiáticos, el 0% eran isleños del Pacífico, el 0% eran de otras razas y el 0% pertenecían a dos o más razas. Del total de la población el 0% eran hispanos o latinos de cualquier raza.